# Kenneth Van Rooy
Kenneth Van Rooy (Turnhout, 8 ottobre 1993) è un ciclista su strada belga che corre per il team Wagner Bazin WB; è professionista dal 2016.

## Palmarès

### Strada
- 2011 (Juniores)

3ª tappa Liège-La Gleize (Herve > La Gleize)
- 2013 (Lotto-Belisol U23, una vittoria)

Grote Prijs Stad Vilvoorde
- 2015 (Lotto-Soudal U23, una vittoria)

Classifica generale Tour de la Province de Liège

#### Altri successi
- 2012 (Lotto-Belisol U23)

Classifica giovani Carpathia Couriers Paths
- 2015 (Lotto-Soudal U23)

Classifica sprint Tour de Bretagne
Classifica a punti Tour de la Province de Liège
- 2020 (Sport Vlaanderen-Baloise)

Classifica a punti Tour of Antalya
Classifica combattività BinckBank Tour

## Piazzamenti

### Classiche monumento
- Giro delle Fiandre

2017: ritirato
2019: ritirato
2022: ritirato
- Parigi-Roubaix

2022: ritirato
- Liegi-Bastogne-Liegi

2017: ritirato

### Competizioni mondiali
- Campionati del mondo

Ponferrada 2014 - In linea Under-23: ritirato

### Competizioni continentali
- Campionati europei

Offida 2011 - In linea Junior: 18º
Nyon 2014 - In linea Under-23: 97º
Tartu 2015 - In linea Under-23: 4º